# Nils Hansson Brask
Nils Hansson Brask, född omkring 1520, död 1590, var en svensk borgmästare. Han var systerson till biskop Hans Brask.

## Biografi
Brask var katolik, och blev trosriktningen trogen livet igenom. Vid Rostocks universitet var Brask inskriven 1548. Han tillhörde från 1560-talet hertig Johan III:s krets och fängslades med honom av Erik XIV, men frigavs 1569. Samma år blev han stadsskrivare i Stockholm, och 1572 borgmästare där. Han försökte inverka på Johan III i katolsk anda och samarbetade med den påvlige legaten Antonius Possevino under dennes besök i Sverige.

### Familj
Brask gifte sig första gången med Helena Boheman från Finland.
Han gifte sig andra gången med Margareta Haraldsdotter. Hon var änka efter borgmästaren Hans Gammal. Brask och Margareta Haraldotter fick tillsammans barnen Hans Rosenbaner, Anna Rosenbaner (död 1626) som var gift med hovapotekaren Simon Berchelt.